# Герб Смотрича
Герб Смотрича - офіційний символ селища Смотрич Кам'янець-Подільського району Хмельницької області.
Затверджений у вересні 2019 року рішенням сесії селищної ради. Художники - В.М.Напиткін, К.М.Богатов.

## Опис герба
В пурпуровому щиті з срібною опуклою базою Святий Юрій-Змієборець із золотим німбом, в золотих шатах, зеленому одязі і лазуровому плащі, на золотому коні з лазуровою збруєю, золотим списом вбиває зеленого дракона. Щит вписаний в золотий декоративний картуш і увінчаний срібною міською короною. Унизу картуша написи "СМОТРИЧ" і "1375".

## Значення символів
Святий Юрій-Змієборець – давній герб Смотрича.